# Brachymyrmex obscurior
Brachymyrmex obscurior é uma espécie de inseto do gênero Brachymyrmex, pertencente à família Formicidae.